# جاش گابریل
جاش گابریل (Josh Gabriel؛ زادهٔ 1969) موسیقی‌دان، دی جی و تهیه کننده موسیقی رقص الکترونیک اهل ایالات متحده آمریکا است.